# 보얀 마티치
보얀 마티치(세르비아어: Бојан Матић;, Bojan Matić, 1991년 12월 22일 즈레냐닌 ~ )는 세르비아의 축구 선수이다. 현재 세르비아의 FK 나프레다크 크루셰바츠 소속이다. K리그 등록명은 마티치이다.

## 클럽 경력
2018년 7월 17일, FC 서울 입단이 공식 발표되었다.
2019년 1월 24일 상호 합의 하에 계약해지를 하였다.
2019년 2월 세르비아 수페르리가의 FK 보이보디나에 입단했다.